# Oekraïne op het Eurovisiesongfestival

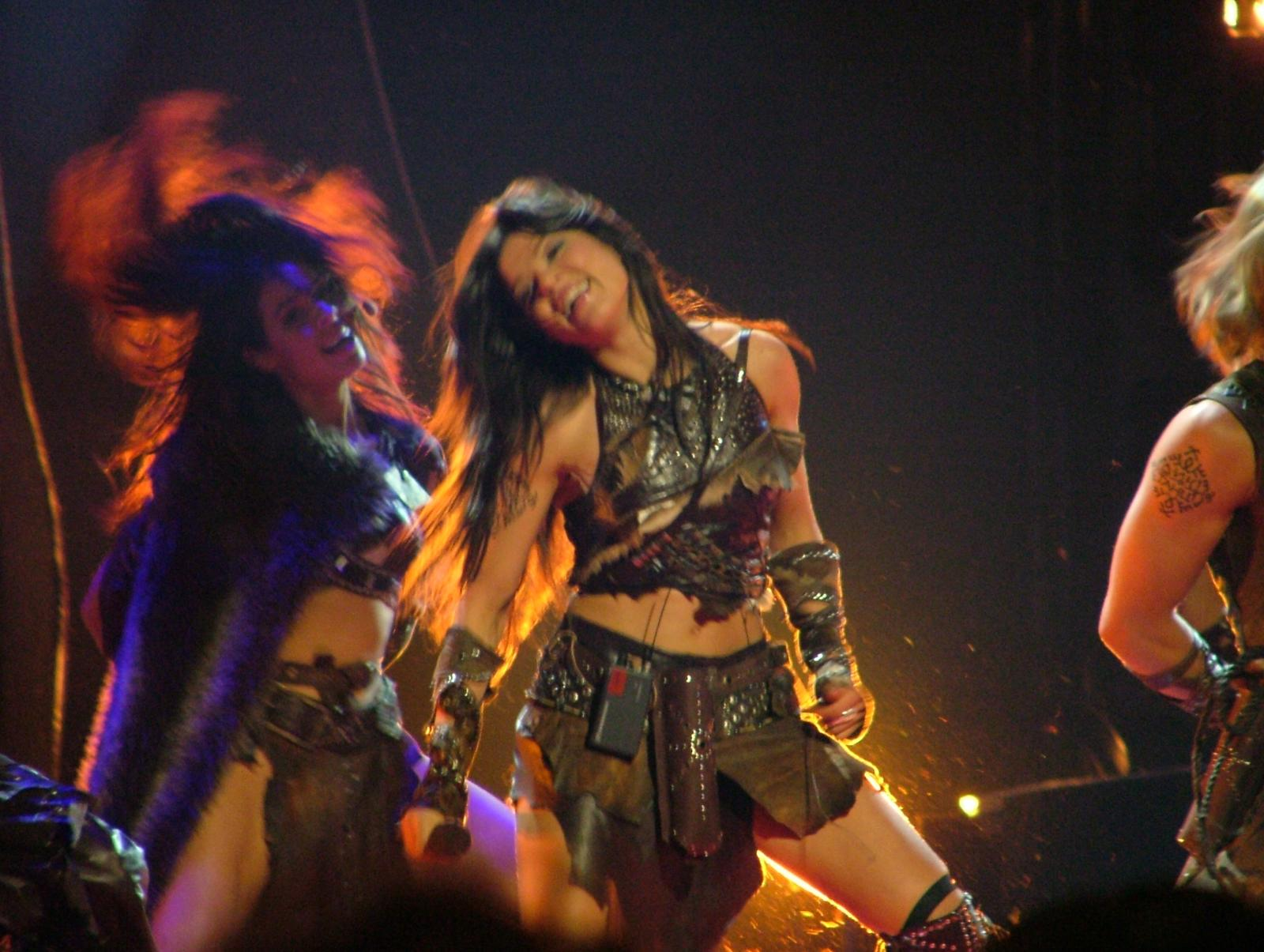
Ruslana in Istanboel (2004)

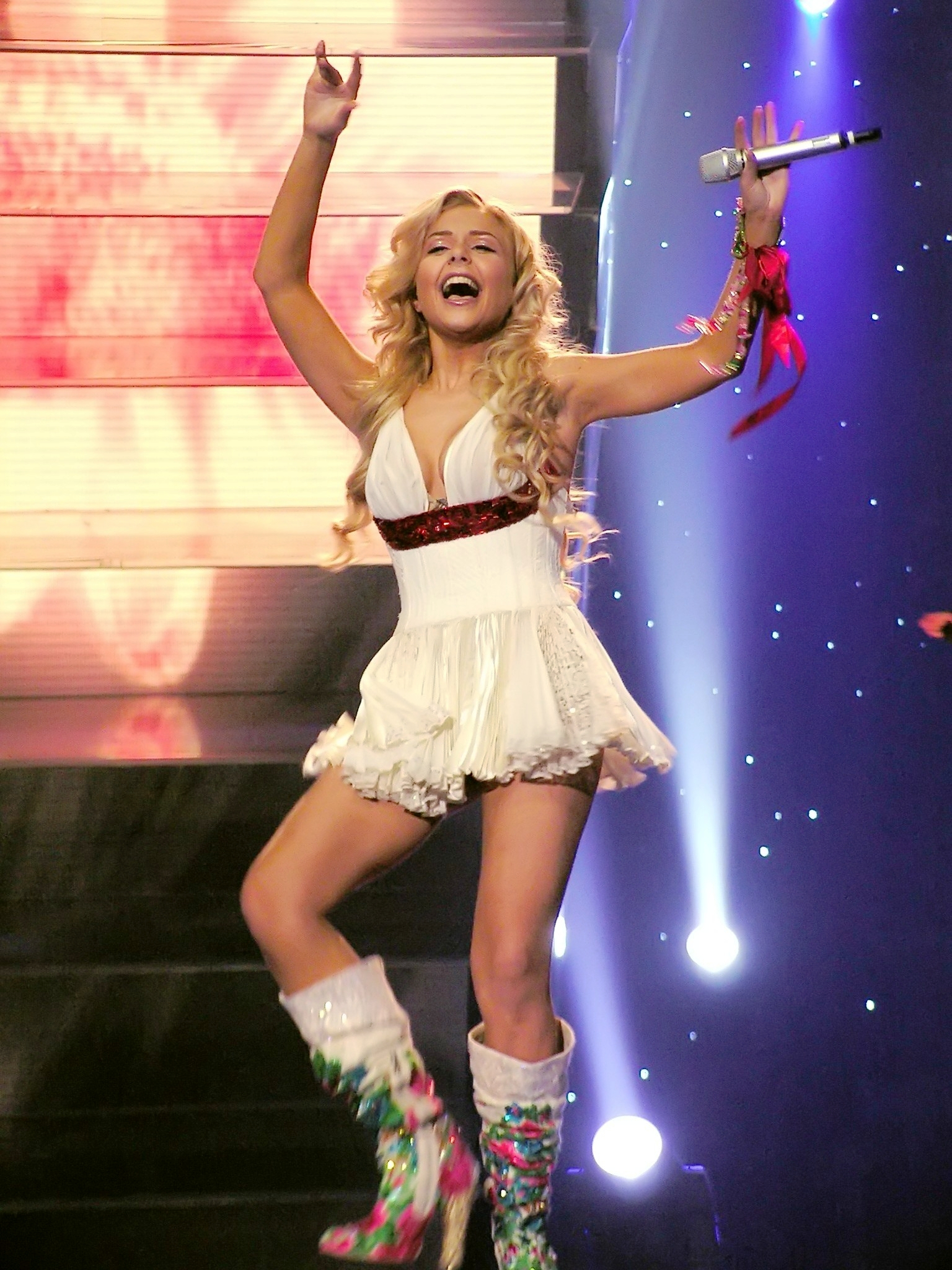
Tina Karol in Athene (2006)

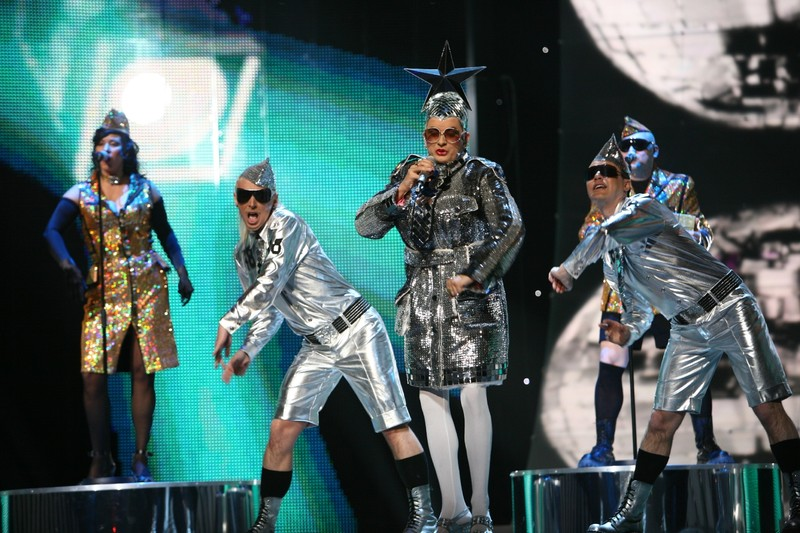
Vjerka Serdjoetsjka in Helsinki (2007)

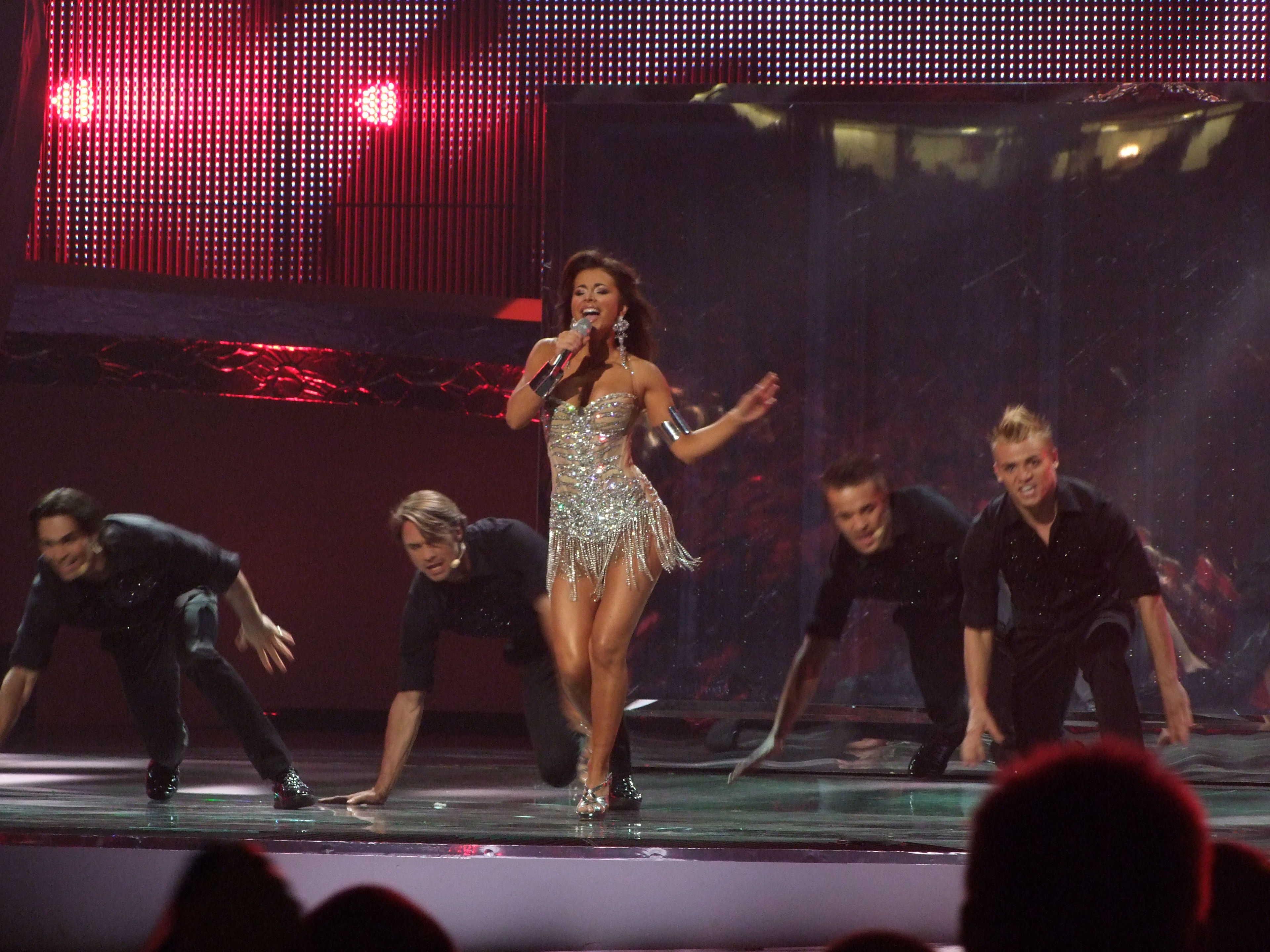
Ani Lorak in Belgrado (2008)

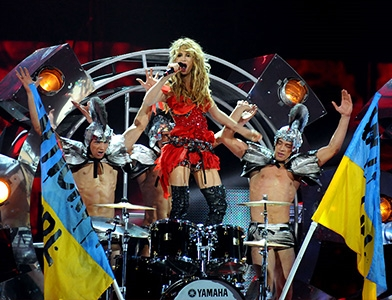
Svetlana Loboda in Moskou (2009)

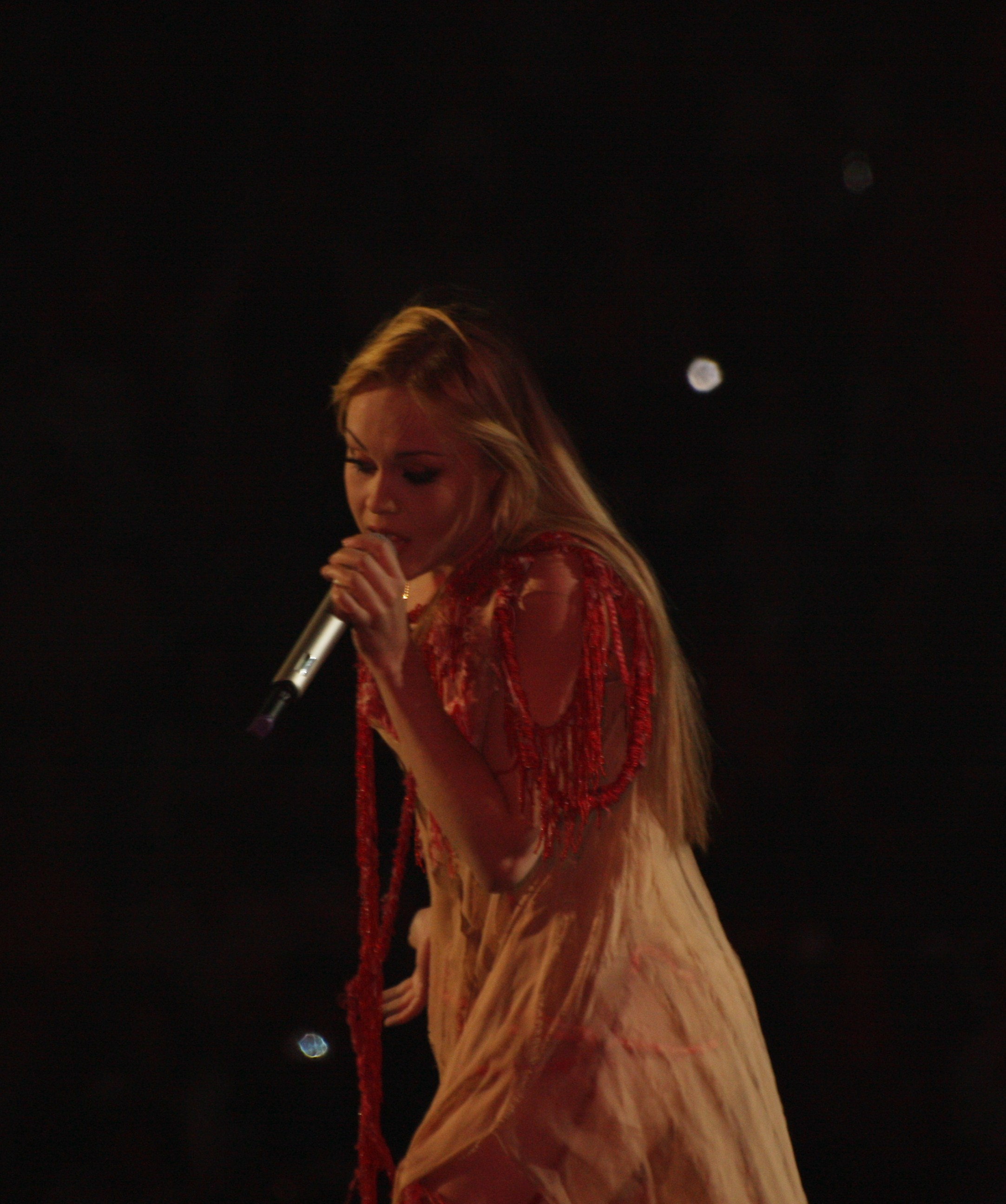
Alyosha in Oslo (2010)

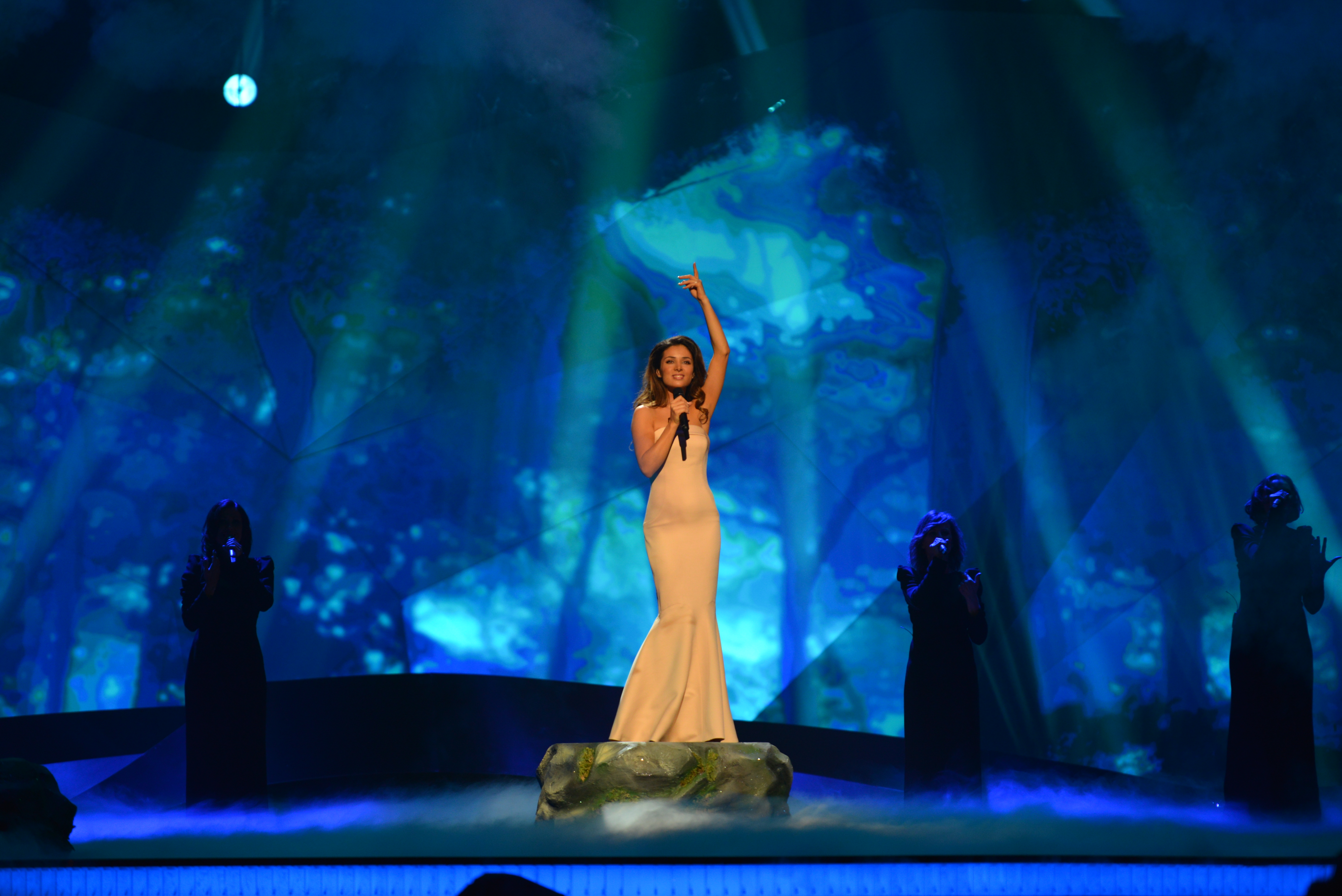
Zlata Ohnevytsj in Malmö (2013)

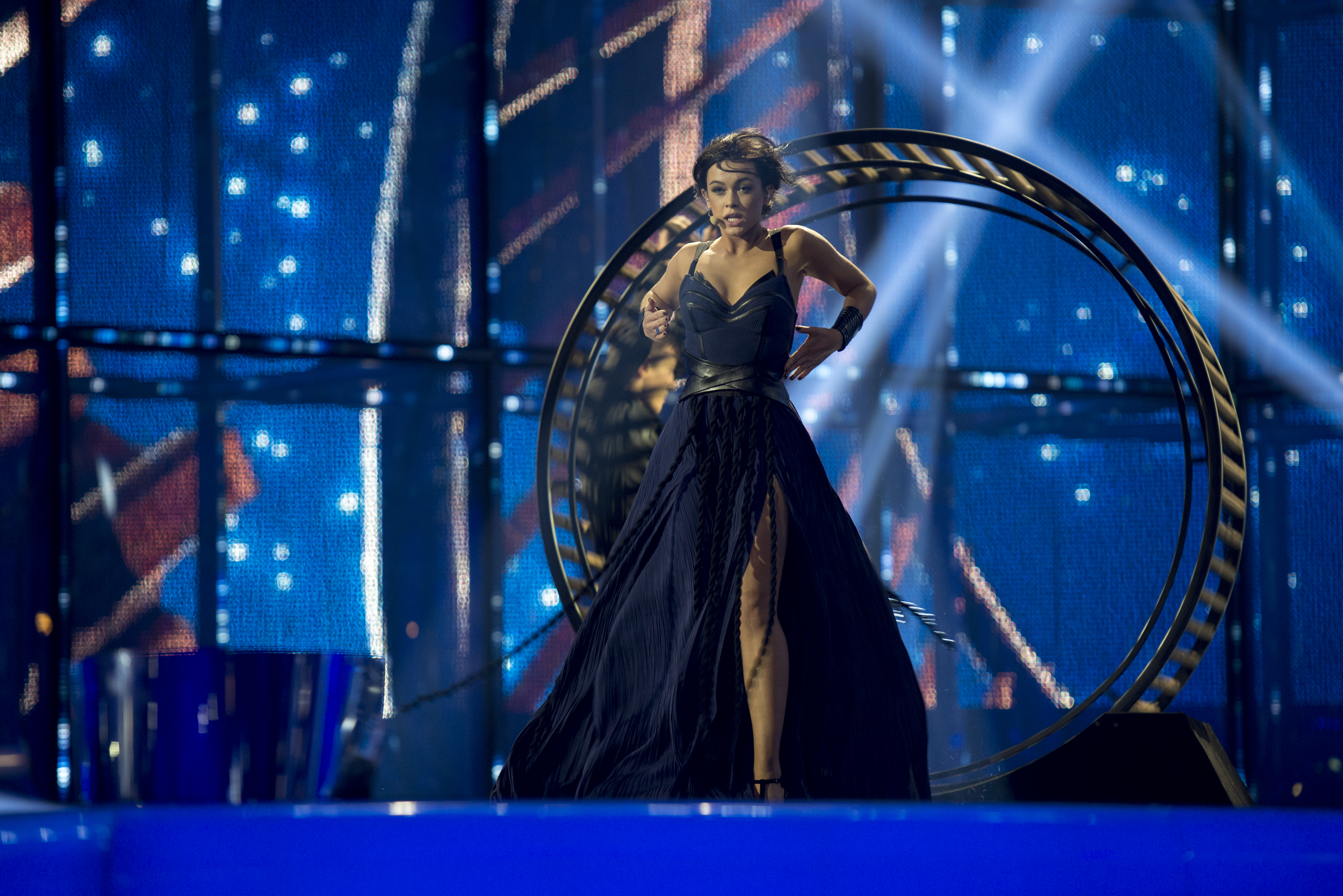
Maria Jaremtsjoek in Kopenhagen (2014)

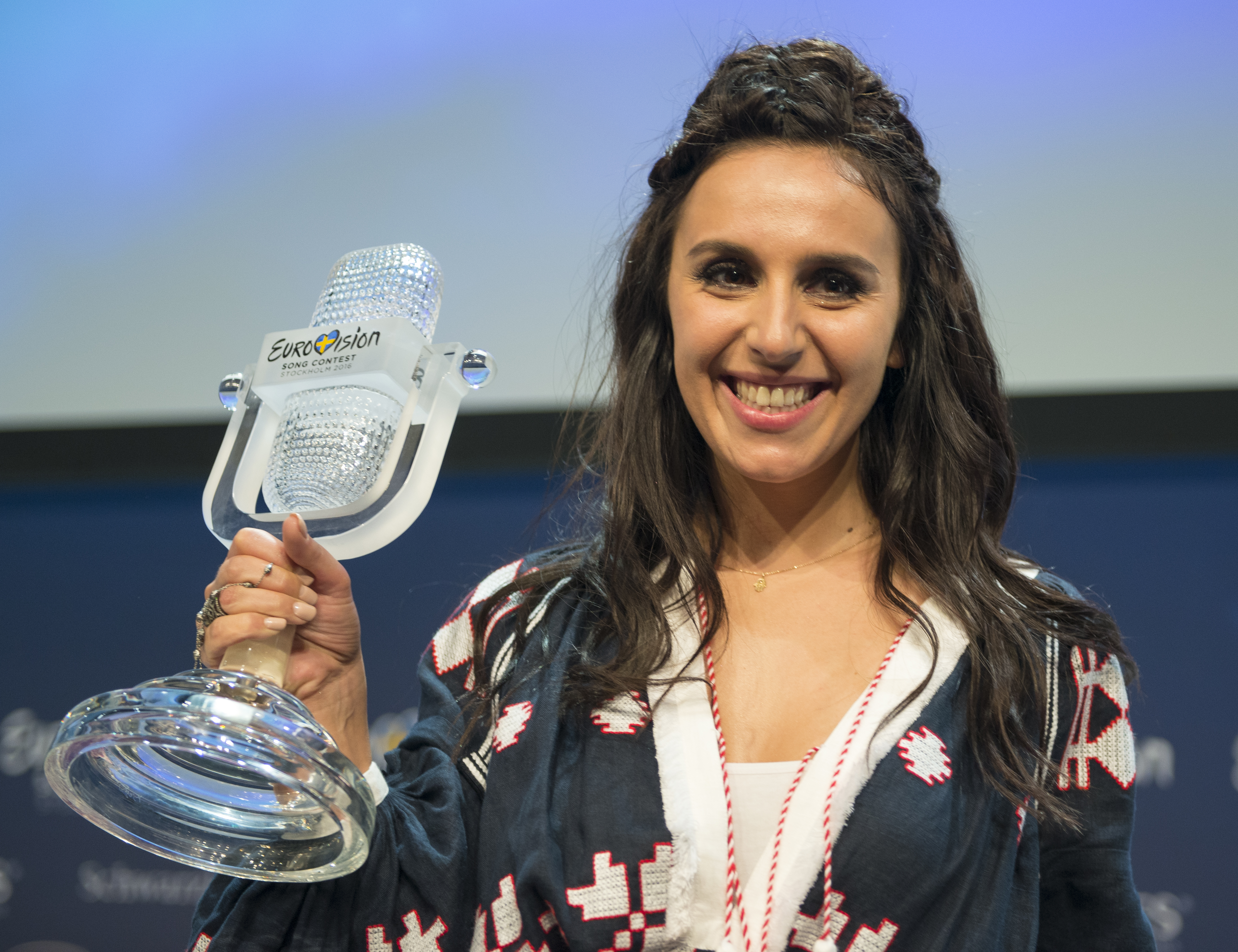
Jamala na haar songfestivalzege in Stockholm (2016)

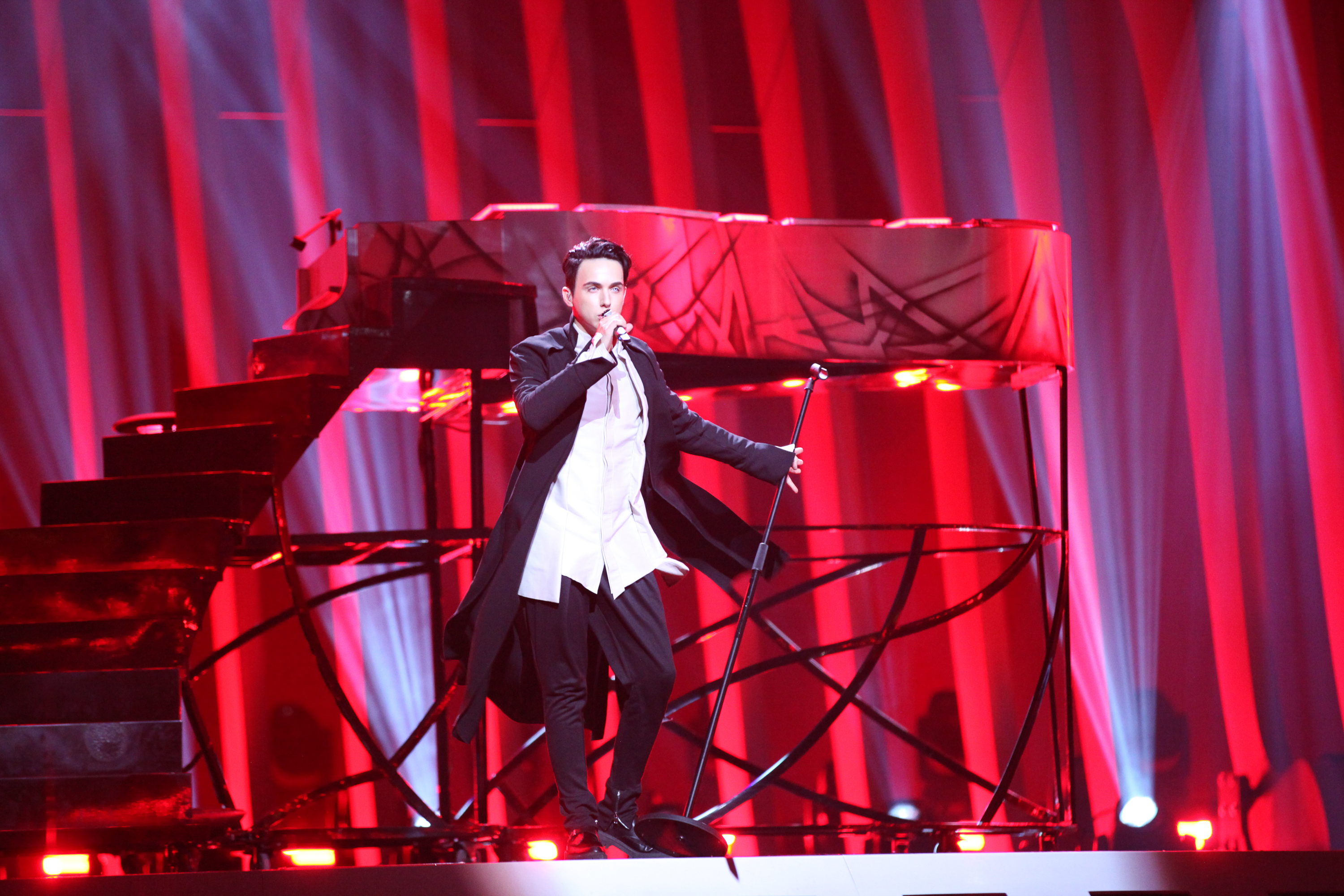
Mélovin in Lissabon (2018)

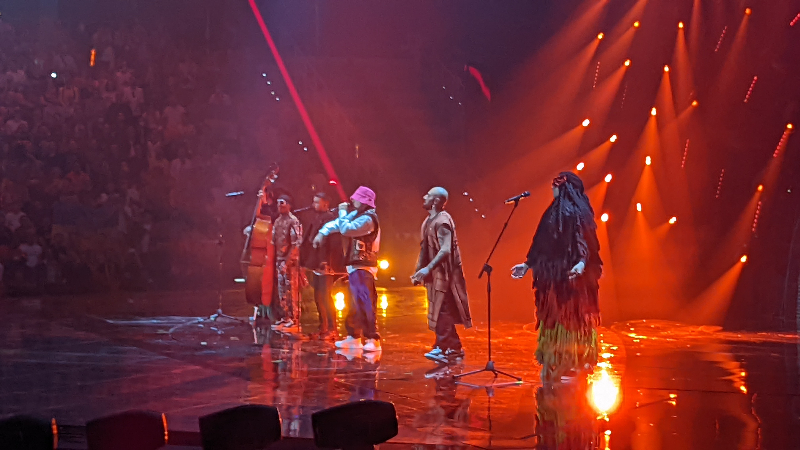
Kalush Orchestra in Turijn (2022)

Oekraïne doet sinds 2003 mee aan het Eurovisiesongfestival.

## De balans
Oekraïne is op het Eurovisiesongfestival vaak erg succesvol. Van de 20 deelnames eindigden er 14 bij de beste tien. Driemaal won Oekraïne het Eurovisiesongfestival:
- 2004: Ruslana – Wild dances
- 2016: Jamala – 1944
- 2022: Kalush Orchestra – Stefania

Naast de drie zeges eindigde Oekraïne ook nog tweemaal op de tweede plaats. Dat gebeurde in 2007 met Vjerka Serdjoetsjka en in 2008 met Ani Lorak. Het land werd nog nooit uitgeschakeld in de halve finale. Sinds het debuut in 2003 heeft Oekraïne ieder jaar aan het songfestival deelgenomen, met uitzondering van 2015 en 2019.

## Het Eurovisiesongfestival op Oekraïense bodem
Het Eurovisiesongfestival heeft tweemaal in Oekraïne plaatsgevonden. De eerste keer gebeurde dat in 2005, als gevolg van de Oekraïense overwinning van een jaar eerder. Het was de vijftigste editie van het festival en de organisatie werd toegewezen aan hoofdstad Kiev. Als presentatoren werden Maria Efrosinina en Pavlo Shylko aangewezen. Ook Ruslana was aanvankelijk beoogd voor de presentatie, maar vanwege haar gebrekkige Engels werd dit idee ingetrokken. Wel was zij aanwezig om een optreden te verzorgen en deelnemers te interviewen.
Het evenement werd aangegrepen om Europa wat meer kennis te laten maken met Oekraïne. De cultuur en industrie van het land werden door middel van filmpjes in de schijnwerpers gezet, waarmee men onder andere hoopte op een opleving van het toerisme. Bovendien was het Oekraïense parlement van mening dat de organisatie van het songfestival een mooie stap was in het proces naar een lidmaatschap van de Europese Unie. President Viktor Joesjtsjenko reikte aan het eind van de puntentelling de trofee uit aan de Griekse winnares Helena Paparizou.
In 2017 organiseerde Oekraïne het Eurovisiesongfestival voor een tweede maal, als gevolg van de winst in 2016. De show vond plaats in het International Exhibition Centre in Kiev en werd gepresenteerd door drie mannen: Oleksandr Skisjko, Volodimir Ostapsjoek en Timoer Mirosjnytsjenko.
Nadat het land in 2022 het festival had gewonnen gaf het aan graag opnieuw te organiseren. Maar mede door de inval van en oorlog met Rusland was dit te onveilig en werd het festival een jaar later in het Verenigd Koninkrijk gehouden, die het samen met Oekraïne organiseerde.

## Historie

### Debuut
In 2003 deed Oekraïne voor het eerst een gooi naar het Eurovisiesongfestival. Het land meldde zich aan bij de EBU, maar zekerheid dat het zijn debuut zou kunnen maken kreeg het nog niet. Ook Servië en Montenegro, Albanië en Wit-Rusland hadden namelijk interesse getoond in deelname, en omdat er nog geen sprake was van een halve finale moest het deelnemersaantal noodgedwongen beperkt blijven. Uiteindelijk werd beslist dat Oekraïne in 2003 mocht debuteren. De andere drie gegadigden zouden nog een jaar moeten wachten.
De eerste kandidaat die namens Oekraïne naar het Eurovisiesongfestival mocht, werd intern gekozen. Het was geen verrassing dat dit Oleksandr Ponomarjov werd, een van de populairste zangers van het land. Hij reisde af naar Riga met het nummer Hasta la vista en werd 14de met 30 punten.

### Eerste zege
Ook bij de tweede deelname in 2004 werd de kandidaat intern aangewezen. Ditmaal mocht zangeres Ruslana voor haar land naar het Eurovisiesongfestival, en wel met het door haarzelf gecomponeerde nummer Wild dances, dat een opzwepende combinatie was van Oekraïense volksmuziek en westerse rock. De tekst was een mix van Oekraïens en Engels. De Oekraïense bijdrage viel op door haar spectaculaire optreden. Ruslana trad op als middelpunt van een gezelschap wild uitgedoste dansers, wier kleding was geïnspireerd op de tradities van het in de Karpaten levende volk de Hoetsoelen. Naast de van leer en metaal vervaardigde kleding benadrukte Ruslana haar terug-naar-de-natuurmentaliteit met kunstmatig verlengd hoofdhaar en een neptatoeage.
Het Oekraïense optreden maakte indruk in Europa. In de halve finale eindigde Ruslana nog als tweede, na de voor Servië en Montenegro uitkomende zanger Željko Joksimović, maar in de finale moest ook Joksimović de duimen leggen. Ruslana kreeg daarin 280 punten, op dat moment een record in de songfestivalhistorie. De zege ging zodoende naar Oekraïne, wat in het land zelf leidde tot een enorme feestvreugde.
Om voor het songfestival van 2005 in eigen land een kandidaat af te vaardigen, vond voor het eerst een preselectie plaats. De Oekraïense omroep had aanvankelijk een selectieronde gepland over twintig weken met 100 deelnemende liedjes, maar omdat er uiteindelijk slechts 75 liedjes werden ingezonden, werd de selectie ingekort tot vijftien weken. Elke week werd het publiek vijf liedjes voorgelegd en de winnaars zouden deelnemen aan de finale. De Oekraïense omroep had hierbij echter het Eurovisiereglement over het hoofd gezien, dat voorschrijft dat deelnemende liedjes niet voor 1 oktober in het voorafgaande jaar openbaar mogen worden gemaakt. De uitverkoren finalisten uit de eerste paar ronden van de selectie kregen daarop de mogelijkheid een nieuw lied te kiezen voor de finale. Behalve de vijftien winnende liedjes streden in de finale vier door de publieke omroep uitgenodigde deelnemers mee. Een van hen was de groep Greenjolly, die aantrad met het lied Razom nas bahato – nas nye podolaty. Dit nummer, dat gebruikt was als strijdlied tijdens de Oranjerevolutie, was al erg populair in Oekraïne en het was dan ook geen verrassing dat het de nationale finale won. De EBU stond er echter op dat de tekst van het lied werd aangepast, omdat het te politiek beladen was. In de oorspronkelijke tekst werd onder andere president Viktor Joesjtsjenko bezongen. 

Greenjolly mocht door de overwinning van Ruslana van een jaar eerder meteen in de finale starten, maar het resultaat was teleurstellend. Het strijdlied eindigde in eigen land slechts op de 20ste plaats. Het kreeg 30 punten.
In 2006 werd er wederom een nationale voorronde georganiseerd. Winnares werd zangeres Tina Karol, die in de finale van zowel de televoters als de jury de volle twaalf punten kreeg. Haar winnende liedje heette aanvankelijk I am your queen, maar werd voor het Eurovisiesongfestival omgedoopt in Show me your love. Met dit uptempo nummer kwam ze in Athene zonder veel moeite door de halve finale heen en ook in de finale wist ze goed te scoren; ze kreeg 145 punten en leidde Oekraïne naar de zevende plaats.

### Tweemaal tweede
In 2007 mocht Oekraïne weer rechtstreeks in de finale starten. Uit de nationale voorrondes kwam de in eigen land zeer populaire travestiet Vjerka Serdjoetsjka als winnaar naar voren. Danzing, het winnende nummer dat bol stond van absurditeit, bevatte teksten in vier verschillende talen. De afvaardiging van Serduchka naar het songfestival viel echter niet overal in goede aarde. In Oekraïne ontstonden hier en daar protesten omdat de verschijning van de travestiet door sommigen als controversieel en ordinair werd ervaren. Ook het lied was onderwerp van discussie. In Rusland ontstond verontwaardiging over de in de tekst voorkomende woorden lasha tumbai, dat volgens critici fonetisch bedoeld was als Russia goodbye. Deze kritiek werd echter door Serduchka weggewuifd met de verklaring dat lasha tumbai Mongools zou zijn voor geklopte room. Om dit te onderstrepen werd de oorspronkelijke titel Danzing zelfs voor de duidelijkheid veranderd in Dancing lasha tumbai. Verschillende Mongolen, en later ook de Mongoolse ambassade in Moskou, haastten zich echter om te zeggen dat lasha tumbai in de Mongoolse taal helemaal niet voorkomt. De ophef over het nummer kwam vervolgens tot een hoogtepunt, niet in de laatste plaats in Mongolië zelf.
Toch legde het oproer en de publiciteit rond het nummer Vjerka Serdjoetsjka geen windeieren. Het optreden op het Eurovisiesongfestival werd spraakmakend en scoorde enorm. Tijdens de puntentelling deed het lange tijd mee om de winst. Uiteindelijk eindigde Oekraïne echter als tweede na Servië.
In 2008 moest Oekraïne weer in de halve finale aantreden. Na een nationale finale te hebben gehouden in eigen land, werd Ani Lorak naar Belgrado afgevaardigd met het uptempo nummer Shady lady. Wederom scoorde Oekraïne goed. De inzending won de halve finale en mocht dus door naar de finale. Daar werd Oekraïne voor het tweede jaar op rij tweede, weliswaar op een grotere afstand van de winnaar (ditmaal Rusland) dan het jaar voordien.
In 2009 werd weer een controversiële deelnemer winnaar van de nationale voorronde. Svetlana Loboda won met haar nummer Be my Valentine, dat ze later door het uitbreken van de wereldwijde economische crisis omdoopte in Be my Valentine (anti-crisis girl). Ook deze keer was het optreden opmerkelijk. Een gigantisch rad stond centraal op het podium, terwijl Svetlana met de Oekraïense vlag in de lucht zwaaide, omringd door Griekse soldaten uit de oudheid. Ze werd er zesde mee in de halve finale, en twaalfde in de finale.
Een jaar later was er ophef over de gekozen artiest. Oekraïne had aanvankelijk via een interne selectie Vasyl Lazarovich verkozen om het land te vertegenwoordigen. Tijdens een nationale finale op 6 maart kon het publiek kiezen uit vijf nummers. Uiteindelijk werd gekozen voor het lied I love you, maar op 15 maart maakte de persvoorlichter uit Oekraïne bekend dat deze inzending niet naar de zin was van de bazen van de nationale omroep. Daarop werd besloten om een nieuwe voorronde te houden. Vasyl Lazarovich deed hier met zijn I love you ook weer aan mee, maar werd nu slechts zevende. Winnaar werd nu zangeres Alyosha, met het lied To be free. Echter, ook deze inzending moest worden teruggetrokken, ditmaal op vraag van de EBU. Het zou namelijk om plagiaat gaan, en het nummer stond bovendien al sinds 2008 op Myspace (volgens het reglement mag een inzending pas in oktober van het voorgaande jaar publiek gemaakt worden). Op maandag 22 maart, de datum waarop de inschrijving voor het Songfestival sloot, was nog steeds niet duidelijk welk lied Oekraïne zou vertegenwoordigen. Omdat het land de deadline overschreed, kreeg de openbare omroep een boete, met een bijkomende boete per dag dat de omroep geen lied presenteerde. Oekraïne verzekerde de EBU dat er binnen een week een nieuw lied zou zijn, en twee dagen later werd dan het definitieve lied gepresenteerd: Sweet people, gezongen door Alyosha. Ditmaal werd het een sober optreden, met enkel de zangeres op het podium. Uiteindelijk wist Alyosha in Oslo de halve finale te overleven. In de finale werd de tiende plaats behaald.

### 2011-2015
Bij het Eurovisiesongfestival 2011 boekte Oekraïne weer een groot succes. Mika Newton trad in Düsseldorf aan met het lied Angel, en werd op het podium bijgestaan door een zandkunstenaar die een indrukwekkend optreden verzorgde. De zesde plaats in de halve finale volstond voor een plaats in de finale, waar Oekraïne eindigde op de vierde plek.
Ook bij het Eurovisiesongfestival 2012 was Oekraïne van de partij. Het land werd in Bakoe vertegenwoordigd door zangeres Gaitana. Haar nummer Be my guest was geïnspireerd op het EK Voetbal, dat een maand later gehouden werd in Oekraïne en Polen. Het was voor het eerst dat Oekraïne een artiest met een donkere huidskleur naar het festival stuurde, iets dat bij sommige groeperingen niet in de smaak viel. Na haar winst in de nationale finale sprak de nationalistische politicus Joeri Sirotjoek van de partij Svoboda zich in de pers uit tegen Gaitana. Volgens hem kon het niet dat Oekraïne op het songfestival zou worden vertegenwoordigd door een zangeres met een Afrikaanse achtergrond. Deze uitspraak werd in veel andere deelnemende landen bekritiseerd. Uiteindelijk trad Gaitana gewoon aan voor haar land. Zij behaalde een achtste plek in de halve finale en een vijftiende plek in de finale.
In 2013 stond Oekraïne voorafgaand aan het songfestival hoog in de peilingen. Het lied Gravity van Zlata Ohnevytsj eindigde op de derde plaats, zowel in de halve finale als in de finale zelf. In 2014 zorgde ook Maria Jaremtsjoek voor een goed resultaat, met de vijfde plaats in de halve finale en de zesde plaats in de finale. Door tekort aan financiële middelen en de Russisch-Oekraïense Oorlog trok Oekraïne zich terug in 2015.

### Tweede zege
Na één jaar afwezigheid keerde Oekraïne in 2016 terug op het songfestival. In een nationale finale werd bepaald dat Jamala het land mocht vertegenwoordigen in Stockholm met het lied 1944, een persoonlijk lied over het familieverleden van Jamala, dat tevens gezien werd als een politieke boodschap richting Rusland en de controversiële aansluiting van de Krim bij dat land. Na een tweede plaats in de halve finale, slaagde Jamala er in de finale in om de wedstrijd te winnen. Het songfestival keerde zodoende in 2017 na twaalf jaar terug naar Oekraïne. In het thuisland kon O.Torvald met Time het succes niet evenaren: met 36 punten werd het op twee na laatste. Dit is het slechtste Oekraïense resultaat tot nu toe. In 2018 deed Mélovin met Under the ladder het iets beter: het lied haalde er de 17de plaats, vooral dankzij de televoting. De jury gaf het land immers de laatste plaats.
In 2019 deed Oekraïne niet mee aan het songfestival nadat zangeres Maruv, die gekozen was om in Tel Aviv Oekraïne te vertegenwoordigen, geweigerd had een contract te tekenen dat haar tijdelijk zou verbieden om in Rusland op te treden. Als reactie daarop trok de nationale omroep van Oekraïne haar deelname in. Een vervanger werd niet gevonden.
Het daaropvolgende festivaljaar, 2021, was Oekraïne wel weer van de partij. Met Go_A en hun lied Sjoem werd het land vijfde. Met de uitschakeling van Montaigne uit Australië in de halve finale, was Oekraïne van 2021 tot en met 2023 het enige land dat deelneemt aan de halve finales en zich bij alle deelnames heeft gekwalificeerd voor de finale. Sinds 2024 doet Luxemburg weer mee en wist het zich ook te kwalificeren voor de finale. Sindsdien zijn delen Oekraïne en Luxemburg deze eer.

### Derde zege
In eerste instantie zou Alina Pasj in 2022 Oekraïne vertegenwoordigen, maar zij was door de ontstane controverse genoodzaakt hier van af te zien. Dit gebeurde nadat beweerd werd dat Pasj vanuit Russisch grondgebied de Krim had bezocht en daarbij haar reisdocumentatie had vervalst. De Oekraïense omroep maakte op 22 februari 2022 bekend dat de runner-up tijdens de nationale selectie, de rapgroep Kalush Orchestra met hun nummer Stefania Oekraïne zou vertegenwoordigen tijdens het festival. Twee dagen na de bekendmaking volgde de Russische invasie van Oekraïne. Het land steeg prompt naar de eerste plaats bij de bookmakers. Op het festival zelf eindigde het vierde bij de professionele jury's. De televoters gaven evenwel de doorslag. Oekraïne kreeg van elk land punten, met de zeven van Servië als slechtste resultaat. Het kreeg van maar liefst 28 van de 40 deelnemende landen twaalf punten.

## Oekraïense deelnames
| Jaar | Artiest                    | Titel                | Fin. | Ptn. | Semi | Ptn. | Taal                       |
| ---- | -------------------------- | -------------------- | ---- | ---- | ---- | ---- | -------------------------- |
| 2003 | Oleksandr Ponomarjov       | Hasta la vista       | 14   | 30   |      |      | Engels                     |
| 2004 | Ruslana                    | Wild dances          | 1    | 280  | 2    | 256  | Engels en Oekraïens        |
| 2005 | GreenJolly                 | Razom nas bahato     | 19   | 30   | X    | X    | Engels en Oekraïens        |
| 2006 | Tina Karol                 | Show me your love    | 7    | 145  | 7    | 146  | Engels                     |
| 2007 | Vjerka Serdjoetsjka        | Dancing lasha tumbai | 2    | 235  | X    | X    | Oekraïens, Duits en Engels |
| 2008 | Ani Lorak                  | Shady lady           | 2    | 230  | 1    | 152  | Engels                     |
| 2009 | Svitlana Loboda            | Be my valentine      | 12   | 76   | 6    | 80   | Engels                     |
| 2010 | Alyosha                    | Sweet people         | 10   | 108  | 7    | 77   | Engels                     |
| 2011 | Mika Newton                | Angel                | 4    | 159  | 6    | 81   | Engels                     |
| 2012 | Gaitana                    | Be my guest          | 15   | 65   | 8    | 64   | Engels                     |
| 2013 | Zlata Ohnevytsj            | Gravity              | 3    | 214  | 3    | 140  | Engels                     |
| 2014 | Maria Jaremtsjoek          | Tick-tock            | 6    | 113  | 5    | 118  | Engels                     |
| 2016 | Jamala                     | 1944                 | 1    | 534  | 2    | 287  | Engels en Krim-Tataars     |
| 2017 | O.Torvald                  | Time                 | 24   | 36   | X    | X    | Engels                     |
| 2018 | Mélovin                    | Under the ladder     | 17   | 130  | 6    | 179  | Engels                     |
| 2021 | Go_A                       | Sjoem                | 5    | 364  | 2    | 267  | Oekraïens                  |
| 2022 | Kalush Orchestra           | Stefania             | 1    | 631  | 1    | 337  | Oekraïens                  |
| 2023 | Tvorchi                    | Heart of steel       | 6    | 243  | X    | X    | Oekraïens en Engels        |
| 2024 | Alyona Alyona & Jerry Heil | Teresa & Maria       | 3    | 453  | 2    | 173  | Oekraïens en Engels        |
| 2025 | Ziferblat                  | Bird of pray         | 9    | 218  | 1    | 137  | Oekraïens en Engels        |

| Kleur | Betekenis      |
| ----- | -------------- |
|       | Eerste plaats  |
|       | Tweede plaats  |
|       | Derde plaats   |
|       | Laatste plaats |
|       | Gastland       |

## Punten
In de periode 2003-2025. Punten gegeven in de halve finales zijn in deze tabellen niet meegerekend.
| Plaats | Land         | Punten |
| ------ | ------------ | ------ |
| 1      | Rusland      | 120    |
| 2      | Azerbeidzjan | 99     |
| 3      | Moldavië     | 83     |
| 3      | Zweden       | 83     |
| 5      | Litouwen     | 81     |

| Plaats | Land         | Punten |
| ------ | ------------ | ------ |
| 1      | Polen        | 202    |
| 2      | Moldavië     | 193    |
| 3      | Israël       | 183    |
| 4      | Azerbeidzjan | 170    |
| 5      | Georgië      | 168    |

### Twaalf punten gegeven aan Oekraïne
| Aantal | Land                  | Wanneer                                                                                        |
| ------ | --------------------- | ---------------------------------------------------------------------------------------------- |
| 12     | Polen                 | 2004, 2005, 2007, 2016 (j + t), 2018 (t), 2021 (t), 2022 (j + t), 2023 (t), 2024 (t), 2025 (j) |
| 8      | Tsjechië              | 2007, 2016 (t), 2018 (t), 2022 (t), 2023 (j + t), 2024 (j + t), 2025 (j)                       |
| 7      | Moldavië              | 2013, 2016 (j), 2022 (j + t), 2023 (t), 2024 (j + t)                                           |
| 6      | Litouwen              | 2004, 2021 (j + t), 2022 (j + t), 2024 (t)                                                     |
| 5      | Letland               | 2004, 2007, 2016 (j), 2022 (j + t)                                                             |
| 5      | Portugal              | 2006, 2007, 2008, 2022 (t), 2023 (t)                                                           |
| 4      | Israël                | 2004, 2016 (j), 2022 (t), 2025 (t)                                                             |
| 3      | Azerbeidzjan          | 2011, 2013, 2022 (t)                                                                           |
| 3      | Estland               | 2004, 2022 (t), 2024 (t)                                                                       |
| 3      | Georgië               | 2016 (j), 2022 (t), 2024 (t)                                                                   |
| 3      | Italië                | 2016 (t), 2021 (t), 2022 (t)                                                                   |
| 3      | San Marino            | 2016 (j + t), 2022 (t)                                                                         |
| 2      | Armenië               | 2011, 2013                                                                                     |
| 2      | Denemarken            | 2016 (j), 2022 (t)                                                                             |
| 2      | Finland               | 2016 (t), 2022 (t)                                                                             |
| 2      | Frankrijk             | 2021 (t), 2022 (t)                                                                             |
| 2      | IJsland               | 2004, 2022 (t)                                                                                 |
| 2      | Wit-Rusland           | 2013, 2018 (t)                                                                                 |
| 1      | Andorra               | 2007                                                                                           |
| 1      | Australië             | 2022 (t)                                                                                       |
| 1      | België                | 2022 (t)                                                                                       |
| 1      | Bosnië en Herzegovina | 2016 (j)                                                                                       |
| 1      | Bulgarije             | 2022 (t)                                                                                       |
| 1      | Cyprus                | 2022 (t)                                                                                       |
| 1      | Duitsland             | 2022 (t)                                                                                       |
| 1      | Hongarije             | 2016 (t)                                                                                       |
| 1      | Ierland               | 2022 (t)                                                                                       |
| 1      | Kroatië               | 2013                                                                                           |
| 1      | Malta                 | 2024 (t)                                                                                       |
| 1      | Nederland             | 2022 (t)                                                                                       |
| 1      | Noord-Macedonië       | 2016 (j)                                                                                       |
| 1      | Noorwegen             | 2022 (t)                                                                                       |
| 1      | Oostenrijk            | 2022 (t)                                                                                       |
| 1      | Roemenië              | 2022 (j)                                                                                       |
| 1      | Rusland               | 2004                                                                                           |
| 1      | Servië                | 2016 (j)                                                                                       |
| 1      | Slovenië              | 2016 (j)                                                                                       |
| 1      | Slowakije             | 2011                                                                                           |
| 1      | Spanje                | 2022 (t)                                                                                       |
| 1      | Turkije               | 2004                                                                                           |
| 1      | Verenigd Koninkrijk   | 2022 (t)                                                                                       |
| 1      | Zweden                | 2022 (t)                                                                                       |

(j) = vakjury; (t) = televoting

### Twaalf punten gegeven door Oekraïne
(Vetgedrukte landen waren ook de winnaar van dat jaar.)
| Jaar | Land                 | Jaar | Land                              |
| ---- | -------------------- | ---- | --------------------------------- |
| 2003 | Rusland              | 2013 | Wit-Rusland                       |
| 2004 | Servië en Montenegro | 2014 | Zweden                            |
| 2005 | Moldavië             | 2016 | Litouwen (j) Rusland (t)          |
| 2006 | Rusland              | 2017 | Wit-Rusland (j) Moldavië (t)      |
| 2007 | Wit-Rusland          | 2018 | Frankrijk (j) Israël (t)          |
| 2008 | Rusland              | 2021 | Italië (j+t)                      |
| 2009 | Noorwegen            | 2022 | Verenigd Koninkrijk (j) Polen (t) |
| 2010 | Azerbeidzjan         | 2023 | Zweden (j) Polen (t)              |
| 2011 | Georgië              | 2024 | Zwitserland (j+t)                 |
| 2012 | Azerbeidzjan         | 2025 | Duitsland (j) Litouwen (t)        |

(j) = vakjury; (t) = televoting
2003 · 2004 · 2005 · 2006 · 2007 · 2008 · 2009 · 2010 · 2011 · 2012 · 2013 · 2014 · 2015 · 2016 · 2017 · 2018 · 2019-2020 · 2021 · 2022 · 2023 · 2024 · 2025